# Moscán
Moscán (llamada oficialmente Santa María Madanela de Moscán) es una parroquia y una aldea española del municipio de Páramo, en la provincia de Lugo, Galicia.

## Otras denominaciones
La parroquia también es conocida por el nombre de Santa María Magdalena de Moscán.

## Organización territorial
La parroquia está formada por doce entidades de población, constando cuatro de ellas en el nomenclátor del Instituto Nacional de Estadística español:
- A Eirexe
- Albaredo (O Albaredo)
- As Quintás
- A Vila
- Castro (O Castro)
- Moscán
- O Campo
- O Carballal
- O Outeiro de Doncel
- O Outeiro
- O Pacio
- Santa Cruz

## Demografía

### Parroquia
| Gráfica de evolución demográfica de Moscán (parroquia) entre 2000 y 2020 |
|                                                                          |
| Datos según el nomenclátor publicado por el INE.                         |

### Aldea
| Gráfica de evolución demográfica de Moscán (aldea) entre 2000 y 2020 |
|                                                                      |
| Datos según el nomenclátor publicado por el INE.                     |

## Equipamiento
En Moscán se encuentra la nueva estación de Puebla de San Julián, situada en la variante de esa localidad, en la línea ferroviaria León-La Coruña.